# Tim Flowers
Tim Flowers, född 3 februari 1967 i Kenilworth, är en engelsk före detta fotbollsmålvakt. Han spelade mest nämnvärt för  Southampton och Blackburn Rovers, med de senare vann han Premier League 1994/1995. Han spelade 11 A-landskamper för England och var reserv bakom David Seaman vid EM 1996 och VM 1998.

## Spelarkarriär

### Klubblagskarriär
Flowers inledde sin seniorkarriär Wolverhampton Wanderers. Han erövrade omedelbart rollen som förstaval på målvaktsposten, trots sin ringa ålder. Laget presterade däremot väldigt dåligt; Flowers två säsonger i Wolverhampton slutade båda med nedflyttningar.
Av ekonomiska skäl tvingades Wolverhampton sälja Flowers. Han såldes till Southampton för 70 000 pund. Första året i Southampton agerade han reserv bakom målvaktslegendaren Peter Shilton, Flowers var också i två olika etapper utlånad till Swindon Town under 1987. Han blev ordinarie målvakt i Southampton säsongen 1989/1990.
Efter en mycket bra säsong blev Flowers 1993 uttagen till Englands landslag. Han flyttade i november 1993 till Blackburn Rovers för vad som då blev den högsta övergångssumman för en målvakt någonsin: 2,4 miljoner pund.
Blackburn hamnade på andra plats i Premier League efter Flowers första säsong, bakom Manchester United. Följande säsong vann Blackburn Premier League en poäng före United. Det var klubbens första titel i högsta divisionen sedan 1914. Flowers spelade 39 av säsongens 42 ligamatcher.
Flowers spelade med Blackburn till 1999 då de degraderades till andraligan. Han flyttade till Leicester City, med vilka han vann ligacupen sin första säsong. Efter två säsonger som ordinarie målvakt agerade Flowers mestadels reservmålvakt och Leicester lånade ut honom till tre olika klubbar under 2001 och 2002, sist till Manchester City som var i akut behov av en reserv bakom Peter Schmeichel.
Han spelade sin sista match för Leicester 2003 och avslutade därefter spelarkarriären.

### Landslagskarriär
Flowers spelade 11 landskamper för England, den första mot Brasilien 1993 och den sista mot Marocko 1998. Flowers medverkade i landets trupper till EM 1996 och VM 1998, dock utan att få någon speltid. Han var i båda mästerskapen reserv bakom David Seaman.

## Tränarkarriär

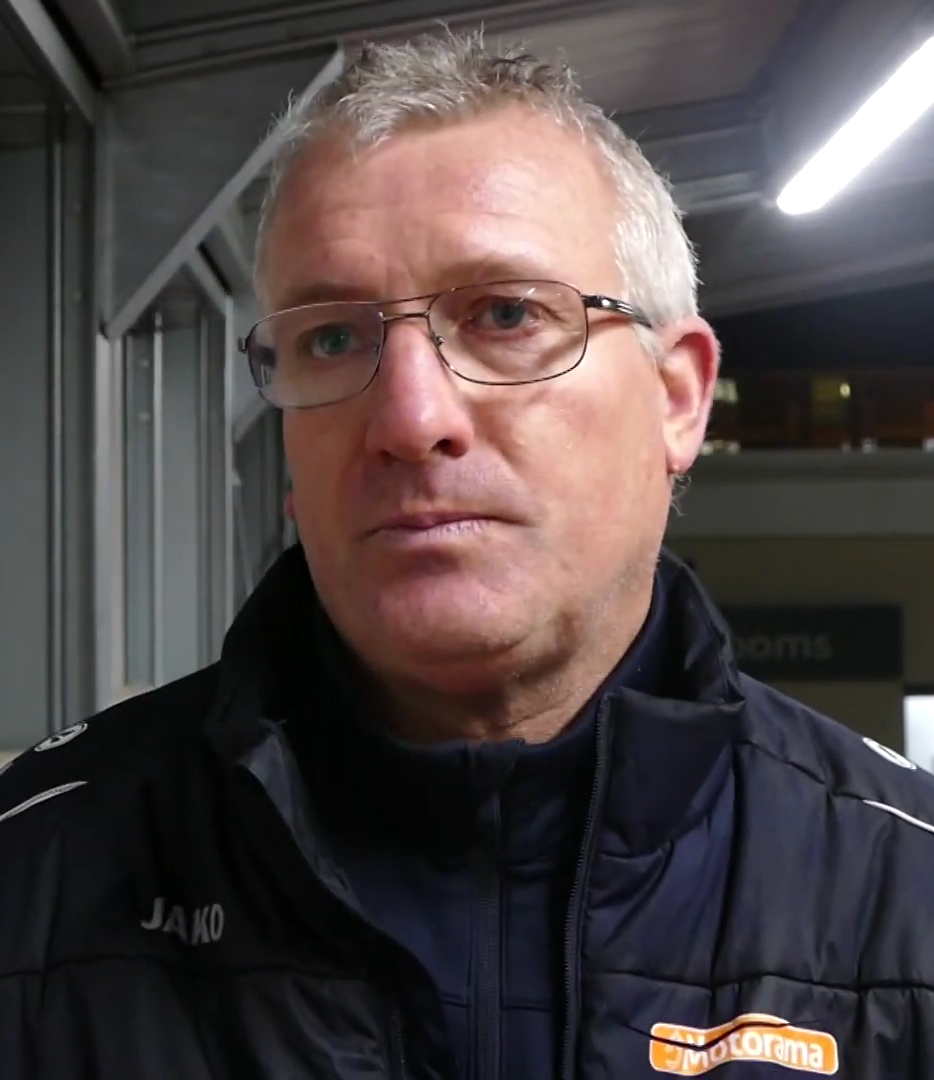
Flowers, 2020.

Redan efter sin sista match som spelare aviserade Flowers att han tänkte satsa på en karriär som tränare. Han jobbade först som målvaktstränare för Leicester City och Manchester City varefter han blev assisterande tränare till Iain Dowie i Coventry City. Efter att Dowie fått sparken följde Flowers med honom till hans nya klubb Queens Park Rangers. Så småningom blev Dowie sparkad även därifrån och då lämnade Flowers sin post.
Han fick sitt första uppdrag som huvudtränare 2010 då han anställdes av Stafford Rangers, men han skulle komma att lämna klubben efter blott nio matcher. Han agerade såväl 2011 som 2013 tillfällig huvudtränare för Northampton medan klubben letade ny tränare. 
Flowers hade inte haft ett huvudtränaruppdrag på fem år när han 2018 anställdes av Solihull Moors. Efter att han lämnade klubben 2020 har han i ordning tränat Macclesfield Town, Barnet, Stratford Town och Gloucester City, alla har varit kortare uppdrag. Den enda klubb han tränat mer än en säsong är Solihull Moors.
I februari 2024 blev Flowers tränare för Bromsgrove Sporting.

## Meriter

### Blackburn Rovers
- Premier League-mästare 1994/1995

### Leicester City
- Ligacupvinnare 1999/2000

### Individuellt
- Månadens spelare i Premier League januari 1997 och september 2000